# Think-Aloud-Protokoll
Das Think-Aloud-Protokoll (oder auch Think-Aloud-Methode) ist eine Methode, die genutzt wird, um Daten für die pädagogische Forschung und einem breiten Bereich der weiteren Sozialwissenschaften (z. B. Pretest-Verfahren) zu sammeln. Die Think-Aloud-Methode beinhaltet, dass Versuchsteilnehmer laut denken, während sie eine Gruppe bestimmter Aufgaben (z. B. pädagogisch-diagnostischer Test) ausführen. Die Probanden werden ersucht, all das auszusprechen, was sie gerade denken, worauf sie gerade schauen, was sie tun und fühlen, noch während sie parallel dazu die Aufgabe bearbeiten. Dieses Verfahren verschafft Beobachtern die Möglichkeit, Daten über den menschlichen Bearbeitungsprozess zu einer Aufgabe aus erster Hand zu gewinnen. Beobachter bei solch einem Prozedere sind gehalten, alles von der Testdurchführung aufzuzeichnen. Dabei ist eine Interpretation nicht gefragt, vielmehr soll eine Beobachtungssprache verwendet werden („VP zieht die Stirn kraus und sagt: ‚das ist eine knifflige Frage‘, etc.“). Vielfach bedient man sich auch der Hilfe von Video- und/oder Stimmaufzeichnungen, um nach dem Testvorgang exakt Bezug auf eine bestimmte Teilsituation nehmen zu können.
Eine verwandte, aber leicht verschiedene Datenerhebungsmethode ist das Talk-Aloud-Protokoll. Diese Methode will, dass die Versuchspersonen nur sagen, was sie tun, nicht aber noch tiefere Erklärungen dazu abgeben. Diese Methode gilt als objektiver, da die Versuchspersonen keine Interpretationen zu ihrem Tun abgeben.
Im Sinne von Häder (2006) unterscheidet man zwei verschiedene Unterkategorien des Talk-Aloud-Protokolls:
- Concurrent Think Aloud
- Retrospective Think Aloud

Die Methode Concurrent Think Aloud will, dass noch während der Test-Item-Bearbeitung laut gedacht wird. Die Methode Retrospective Think Aloud hingegen lässt die Probanden erst eine Aufgabe abschließen, bevor eine Rekapitulation ihrer Gedankengänge vorgesehen ist.